# Pierre Laplanche
Pour les articles homonymes, voir Laplanche.
Pierre Laplanche  né à Avignon le 8 février 1804 et mort à Saint-Didier (Vaucluse) le 23 avril 1882 est un peintre et sculpteur français

## Biographie
Pierre Laplanche est le fils d'un cordonnier. Il est d'abord élève de Pierre Raspay puis de Brian. En 1833, il est professeur de dessin au séminaire de Sainte-Garde sur le territoire de la commune de Saint-Didier. Il séjourne à Paris de 1838 à 1840 où il vit misérablement ; il est secouru par le peintre Auguste Bigand. Il revient s'installer définitivement à Saint-Didier retrouvant son poste de professeur de dessin. Il peint d'abord des paysages puis les mendiants qui font halte à l'institution religieuse ; De son vivant, il lègue plus de mille dessins ou aquarelles au musée Calvet.

## Œuvres
On trouve ses principales œuvres dans les musées suivants :
- Musée de Carpentras : Vaucluse (huile), Avignon et le pont Saint-Bénézet (crayon), Mendiant (crayon).
- Musée Calvet d'Avignon : Autoportrait (pastel).

Œuvres dePierre Laplanche
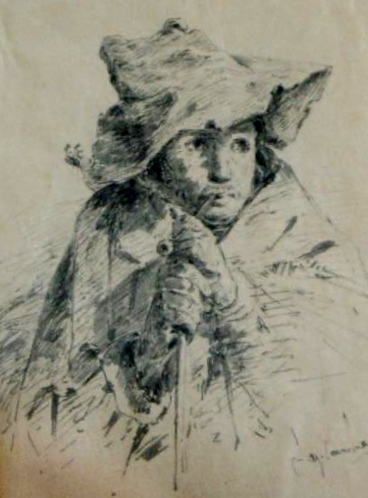
Chemineau
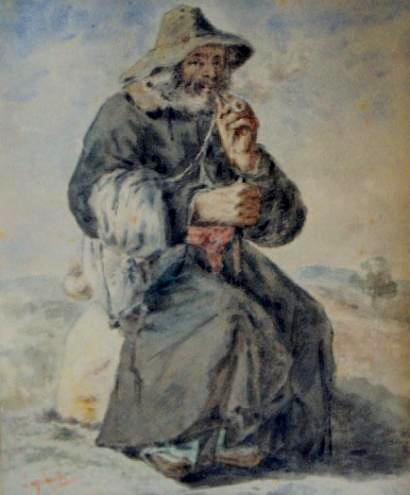
Homme au chapeau et à la pipe.
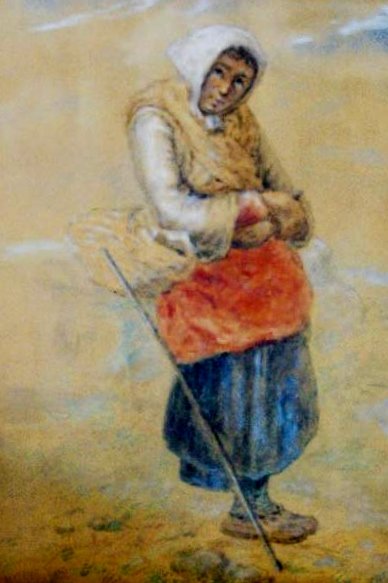
Paysanne